# Deutscher Schauspielpreis 2025
Die Verleihung des Deutschen Schauspielpreises 2025 soll am 9. Oktober stattfinden.

## Nominierungen
Die Nominierungs-Jury bestand 2025 aus Bernhard Bettermann, Julia Bremermann, Nico Dinkel, Stephan Grossmann, Daniela Grubert, Tom Keune und Victoire Laly. Die Jury für den Synchronpreis Die Stimme bestand aus Sarah Alles, Stephanie Damare, Dirk Bublies, Arne Stephan und Nicolás Artajo.

## Nominierte

### Schauspieler in einer dramatischen Hauptrolle
- Johannes Kienast für A Better Place
- Jenny Schily für Im Haus meiner Eltern
- Mala Emde für Köln 75
- Robert Stadlober für Führer und Verführer
- Jennifer Sabel für Ich sterbe. Kommst Du?
- Edgar Selge für Leibniz – Chronik eines verschollenen Bildes

### Schauspieler in einer dramatischen Nebenrolle
- Hildegard Schroedter für Ich sterbe. Kommst Du?
- Sascha Nathan für Polizeiruf 110: Der Dicke liebt
- Paul Wollin für Vena
- Haley Louise Jones für Sad Jokes

### Schauspieler in einer komödiantischen Rolle
- Carmen Maja Antoni für Merz gegen Merz – Geheimnisse
- Michael Wittenborn für Merz gegen Merz – Geheimnisse
- Sunnyi Melles für Die Zweiflers
- David Scheid für Der Upir

### Schauspieler in einer episodischen Rolle
- Hermann Beyer für Marzahn Mon Amour, Folge 1
- Franziska Machens für Uncivilized – Ukraine
- Seyneb Saleh für Uncivilized – Nine Eleven
- Patrick Abozen für Bettys Diagnose – Lebenswege

### Duo
- Ann-Kathrin Kramer und Harald Krassnitzer für Aus dem Leben
- Bernhard Schütz und Samira Breuer für Krank Berlin
- Linda Blümchen und Simon Steinhorst für 30 Tage Lust

### Nachwuchs
- Maja Enger für Mels Block
- Philip Günsch für Wir für immer
- Nora Islei für Broke. Alone. A Kinky Lovestory
- Carlo Krammling für No Dogs Allowed

### Starker Auftritt
- Lina Beckmann für Die Affäre Cum-Ex, Folge 8
- Thomas Bading für Die Zweiflers, Folge 2
- Mirco Kreibich für Ein Fall für Conti – Spieler
- Anneke Kim Sarnau für Sad Jokes

### Synchronpreis „Die Stimme“
- Lutz Mackensy
- Yvonne Greitzke
- Patrick Winczewski